# Richard Spady
Richard Spady, ou Rick Spady, est un athlète américain né le 13 mars 1952. Spécialiste de l'ultra-trail, il a notamment remporté la Leadville Trail 100 en 1988 et 1992 ainsi que la Wasatch Front 100 Mile Endurance Run en 1989.

## Résultats
| no  | masculin      | Course              | Longueur | Départ           | Temps            |
| --- | ------------- | ------------------- | -------- | ---------------- | ---------------- |
| 1er | Médaille d'or | Leadville Trail 100 | 100 mi   | 20 août 1988     | 18 h 04 min 03 s |
| 1er | Médaille d'or | Wasatch Front 100   | 100 mi   | 8 septembre 1989 | 21 h 16 min 37 s |
| 1er | Médaille d'or | Leadville Trail 100 | 100 mi   | 22 août 1992     | 19 h 51 min 10 s |